# Prva bitka kod El Alameina
Prva bitka kod El Alameina je vođena oko mjesec dana (1. – 27. srpnja 1942.) između njemačko-talijanskog Afričkog korpusa pod zapovjedništvom generala Erwina Rommela i Britanske 8. armije kojom je zapovijedao general Claude Auchinleck.
1. srpnja Afrički korpus je krenuo u napad na Britansku 8. armiju koja se nalazila na utvđenim položajima na Alameinskoj crti. Do večeri, Afrički korpus nije uspio probiti obrambene položaje Britanaca, što je dovelo do zaustavljanja Afričkog korpusa generala Rommela. Ujutro 2. srpnja Erwin Rommel je okupio svoje snage na sjeveru, s namjerom da zaobiđe El Alamein i probije obrambenu crtu Britanaca. Auchinleck je naredio protunapad oko sredine položaja Afričkog korpusa, ali bezuspješno. 
Istovremeno, Saveznici su napali i južni dio Afričkog korpusa. Tu su obranu držali Talijani, i bili su nešto uspješniji. Zbog takvog otpora Saveznika, Rommel se odlučio na novo pregrupiranje Afričkog korpusa i pripremu obrane svojih položaja.
Auchinleck je 10. srpnja na sjeveru kod Tel el Eisa napao Afrički korpus i pri tome zarobio oko tisuću Nijemaca i Talijana, a Rommelov protunapad nije uspio. Auchinleck je ponovo napao 14. i 21. srpnja (prva i druga bitka na Ruweisatu (brdski greben)). Niti jedna od dvaju bitki nije bila uspješna za Britance, a nedostatak naoružanja pješaštva, koje je trebalo stići u vrijeme druge bitke, dovelo je do gubitka oko 700 ljudi.
Unatoč tim porazima Saveznici su 27. srpnja izveli još dva napada. Napad izveden na sjeveru kod Tel el Eisa je bio osrednji promašaj, dok je drugi, kod Miteiriya, bio zlosretni poraz. Minska polja, koja su postavili Nijemci i Talijani, nisu bila očišćena, pa opskrba nije stigla do savezničkog pješaštva na vrijeme da odbije protunapad koji su Nijemci izveli.
Snage Britanske 8. armije su bile iscrpljene, pa je Auchinleck 31. srpnja zatražio, da se zaustave ofenzivne operacije i pojača obrana, kako bi se pripremili za veliku ofenzivu.
Borbe su završene pat pozicijom, ali je zaustavljeno napredovanje Sila osovine prema Aleksandriji (a onda dalje prema Kairu). Ponovni pokušaj Rommela da premosti ili probije savezničke položaje osujećen je bitkom kod Alam Halfa.
General Harold Alexander, zapovjednik savezničkih snaga na Bliskom istoku smijenio je Claude Auchinlicka kad je odbio ponovo krenuti u napad dok se njegove snage ne pregrupiraju. Na mjestu zapovjednika Britanske 8. armije zamijenio ga je general Bernard Montgomery. Pod njegovim zapovjedništvom je 8. armija u Drugoj bici kod El Alameina u listopadu pobijedila snage generala Rommela. 
U El Alameinu je britansko vojno groblje s oko 7500 grobova, kao i njemački i talijanski spomenici poginulima u Drugom svjetskom ratu koji danas privlače veliki broj turista.  

## Vanjske poveznice
Sestrinski projekti
|  | Zajednički poslužitelj ima još gradiva o temi Prva bitka kod El Alameina |